# Ypsora selenodes
Ypsora selenodes là một loài bướm đêm trong họ Erebidae.